# Гіслейн Лендрі
Гіслейн Лендрі (англ. Ghislaine Landry, нар. 27 квітня 1988) — канадська регбістка, бронзова призерка Олімпійських ігор 2016 року.

## Виступи на Олімпіадах
| Олімпіада           | Дисципліна | Місце |
| ------------------- | ---------- | ----- |
| Ріо-де-Жанейро 2016 | регбі-7    | 3     |

## Особисте життя
Вона зізналася у своїй гомосексуальності у 2006 році та одружилася на своїй партнерці у 2018 році.